# Meiju Enho
Meiju Enho, née en 1981 en Finlande, était la claviériste du groupe finlandais de Viking metal/Folk metal Ensiferum. Meiju a rejoint le groupe en 2001 à la suite de l'enregistrement de l'album Ensiferum et a joué dans tous les albums du groupe jusqu'à son départ après l'été 2007. Elle a été remplacée par Emmi Silvennoinen peu après.
Elle a aussi participé à la tournée du groupe Finntroll, un autre groupe de Folk metal car leur claviériste habituel, Trollhorn, n'était pas disponible.
Meiju a quitté Ensiferum dans le but de continuer ses études.

## Sources
- (en) Cet article est partiellement ou en totalité issu de l’article de Wikipédia en anglais intitulé « Meiju Enho » (voir la liste des auteurs).